# Ovidiu Popescu
Ovidiu Popescu (* 27. Februar 1994 in Reschitz) ist ein rumänischer Fußballspieler.

## Karriere

### Verein
Popescu spielte von 2013 bis 2014 für den Verein UTA Arad, wo er in der Saison 2013/14 24 Spiele absolvierte und sechs Tore erzielte.
2014 unterschrieb er bei ACS Poli Timișoara. In zwei Jahren kam er auf 47 Einsätze und fünf Tore. 2016 FCSB Bukarest transferierte Popescu für eine nicht genannte Ablösesumme, wobei der Spieler einen Fünfjahresvertrag mit einer Ausstiegsklausel von 10 Millionen Euro unterzeichnete. Er gab sein Debüt in der Liga I am 12. August gegen FC Botoșani, ein Spiel, das Steaua mit 2:0 gewann. Am 8. September, ebenfalls gegen Botoșani, aber in der Cupa Ligii, erzielte Popescu sein erstes Tor für die Roș-albaștrii.
Er erzielte schließlich sein erstes Ligator für den Verein mit einem Freistoß beim 2:0-Sieg über Universitatea Cluj am 12. März 2017. Anfang April, nach Popescus guter Leistung, wurde berichtet, dass Celtic und Southampton daran interessiert seien, ihn zu verpflichten. Seit 2024 spielt Popescu bei Universitatea Cluj.

### Nationalmannschaft
Popescu wurde in den rumänischen Kader für das Qualifikationsspiel zur UEFA-U21-Europameisterschaft 2017 gegen Armenien berufen.
Sein Debüt für die rumänische Fußballnationalmannschaft gab er am 25. März 2021 in einem WM-Qualifikationsspiel gegen
Nordmazedonien.